# Кожуховка (Винницкая область)
Кожуховка (укр. Кожухівка) — село на Украине, находится в Тепликском районе Винницкой области.
Код КОАТУУ — 0523786203. Население по переписи 2001 года составляет 306 человек. Почтовый индекс — 23851. Телефонный код — 4353.
Занимает площадь 0,1 км².

## Адрес местного совета
23851, Винницкая область, Теплицкий р-н, с. Росоша, ул. Молодёжная, 3